# Susanne Augustesen
Susanne "Susy" Augustesen (Dinamarca, 10 de mayo de 1956) es una exfutbolista internacional danesa que jugó al fútbol de clubes en Italia. También fue parte del segundo Mundial Femenil de Fútbol

## Carrera de club
Su carrera profesional duró más de 20 años A lo largo de esta trayectoria, Augustesen anotó más de 600 goles en la máxima categoría de Italia. Fue la máxima goleadora de la Serie A en ocho ocasiones.

## Mundial de 1971
En el Mundial Femenil de Futbol realizado en septiembre de 1971, Augustesen, a sus 15 años, marcó un hat-trick con Dinamarca en la final. Las danesas vencieron al anfitrión México 3-0 ante 110.000 espectadores en el Estadio Azteca de la Ciudad de México. Augustesen, había necesitado el permiso de sus padres para asistir al torneo, anotó los tres goles con el pie izquierdo.
La Asociación Danesa de Fútbol (DBU) creó la selección nacional oficial en 1972. A pesar de que Susanne fue muy exitosa profesionalmente en Italia, nunca fue convocada a la selección nacional danesa.